# 拉文 (亞利桑那州)
拉文（英語：Laveen）是位於美國亞利桑那州馬里科帕縣的一個非建制地區。該地的面積和人口皆未知。

## 地理
拉文的座標為33°22′39″N 112°10′06″W / 33.37750°N 112.16833°W，而該地的平均海拔高度為315米（即1033英尺）。